# شوجی آریناگا
شوجی آریناگا (انگلیسی: Shuji Arinaga؛ زادهٔ ۳ اوت ۱۹۴۸) بازیکن هندبال اهل ژاپن بود.